# Paisjusz Wieliczkowski
Paisjusz Wieliczkowski (ros. Паисий Величковский, ukr. Паїсій Величковський, rum. Paisie de la Neamț; ur. 21 grudnia 1722?/1 stycznia 1723 jako Piotr Wieliczkowski w Połtawie, zm. 15 listopada?/26 listopada 1794 w klasztorze Neamț) – święty prawosławny, teolog.
Zaliczony w poczet świętych przez Święty sobór lokalny Rosyjskiej Cerkwi Prawosławnej w 1988. Wspomnienie świętego – 15 listopada (według kalendarza juliańskiego).